# Memristor
De memristor (een term die is afgeleid van 'memory resistor') is een hoogst experimentele component ontdekt door HP, en wordt beschreven als: het 'godselement' in de elektronica. In het IEEE maandblad spectrum is de memristor uitgebreid beschreven.
Op 30 april 2008 maakte HP bekend een elektronische component in de theoretische fysica ontdekt te hebben.
Deze component die op nanoschaal geproduceerd zou kunnen worden heeft geen energie nodig om data vast te houden, kan data veel dichter opslaan dan een harde schijf en kan ze even snel oproepen als het RAM-geheugen van een pc. Dit impliceert dat het beide in de toekomst zou kunnen vervangen.

## Kenmerken
Een memristor is een weerstand met een geheugen. Deze weerstand is afhankelijk van de hoogte en duur van de spanning waaraan het element is onderworpen. De weerstand van een memristor is omgekeerd evenredig met de spanning die op het element staat. Ook daalt de weerstand naarmate de memristor langer onder spanning staat. Zodoende kan een memristor 'onthouden' welke waarde het heeft, zelfs na uitschakelen van een apparaat waar de memristor deel van uitmaakt.
Memristors kunnen in digitale modus functioneren, waarbij een opslagcel "aan" of "uit" opslaat, of in analoge modus, waarbij het een waarde tussen beide opslaat. Deze waarden worden groter iedere keer dat de cel een signaal ontvangt, net zoals neuronen in onze hersenen sterkere herinneringen opbouwen naarmate we ze meer stimuleren.

## Constructie
Een memristor bestaat uit een microscopisch dunne halfgeleider van titaniumdioxide en twee dunne lagen platina. In totaal mag de memristor slechts 5 nanometer groot zijn. 1/10.000 van een menselijke haar, omdat, wanneer deze dikker is hij als gewone weerstand werkt.

## Toepassing
Volgens Leon Chua van de Universiteit van Californië die reeds in 1971 het principe postuleerde, kunnen memristors een grote rol gaan spelen in de computerindustrie. In de hedendaagse computers worden gegevens bij het booten van een harde schijf in het veel snellere werkgeheugen geladen. Als het werkgeheugen op basis van memristors ontworpen wordt is dit niet nodig. De memristors bewaren dan immers alle gegevens, ook na uitschakelen van de computer. Bijkomend voordeel zou zijn dat met memristors het energieverbruik lager is en gevoeligheid voor stroomuitval tot het verleden behoort. Naast computers zouden allerlei andere apparaten die op elektronica gebaseerd zijn ook van de nieuwe technologie kunnen profiteren.